# Hermann Liebig

Hermann Liebig

Hermann Liebig (* 21. Dezember 1839 in Bernstein/Neumark; † 18. Juli 1914 in Berlinchen) war ein deutscher baptistischer Geistlicher und Schriftsteller. Er wirkte in verantwortlichen Positionen seiner Freikirche, u. a. als Vorsitzender der damals sogenannten Schulkommission und damit als Leiter des baptistischen Predigerseminars in Hamburg.

## Leben und Wirken

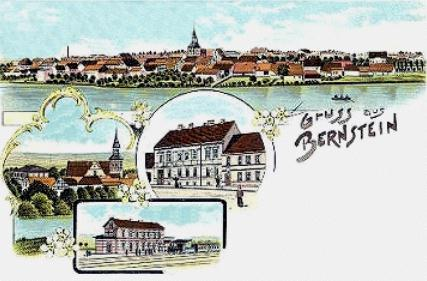
Liebigs Geburtsort Bernstein (um 1890)

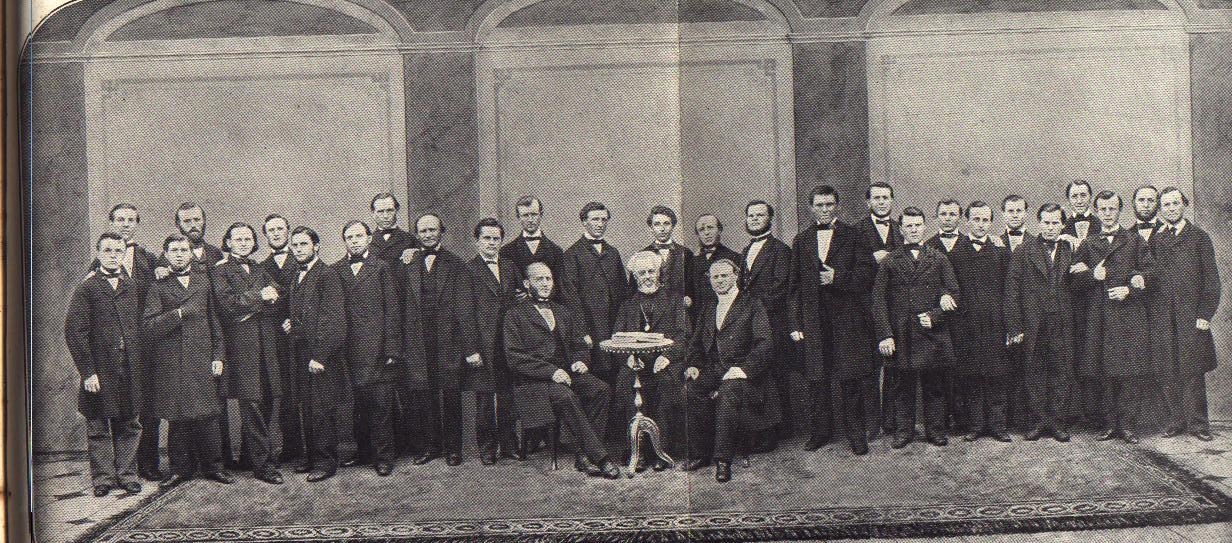
Hermann Liebig unter den Studenten des Theologischen Seminars (5. von links)

Hermann, Friedrich Wilhelm und August Liebig

Hermann Liebig entstammte einer lutherischen Bernsteiner Familie.  Seine Eltern waren der Färbermeister Friedrich Wilhelm Liebig und dessen Ehefrau Henriette. Zur Familie gehörten acht Kinder, sieben Söhne und eine Tochter. Liebigs Vater verstarb 1843, zehn Jahre später verschied seine Mutter. Friedrich Wilhelm, Ältester der verwaisten Kinder, übernahm die Vaterrolle. Nach seiner Schulzeit erlernte Hermann Liebig das Malerhandwerk.
1834 hatte der gebürtige Vareler Johann Gerhard Oncken gemeinsam mit sechs weiteren Gläubigen die erste deutsche Baptistengemeinde in Hamburg gegründet. Sie war die Keimzelle einer rasch sich verbreitenden Gemeindegründungsbewegung, die über Stettin Anfang der 1850er Jahre auch die Kleinstadt Reetz in der Neumark erreichte. Die Liebig-Kinder bekamen mit der Reetzer Gemeinde Kontakt und besuchten deren Gottesdienste. 1854 konvertierte Friedrich Wilhelm zu den Baptisten und ließ sich taufen. Zwei Jahre später folgten Hermann und sechs weitere Geschwister der Familie. Ein Jahr später waren alle Liebig-Kinder Mitglieder der Baptistengemeinde Preetz. Außer Hermann wurden später vier weitere Liebig-Söhne Prediger und Missionare der Baptisten: Ludwig Liebig, August Liebig, Friedrich Wilhelm Liebig und Helmut Liebig.
Neben seiner beruflichen Tätigkeit wirkte Hermann Liebig ab 1861 zunächst als Handwerkermissionar im Magdeburgischen. 1865 besuchte er einen von Johann Gerhard Oncken, dem Begründer der deutschen Baptisten, eingerichteten Missionskurs. Dieser fand in einem Gartenhaus auf dem Grundstück der Hamburger Baptistenkirche an der Böhmkenstraße statt und war Keimzelle des 1880 begründeten Predigerseminars der deutschen Baptisten. 1868 berief ihn die Baptistengemeinde Lübeck zu ihrem Prediger. Vier Jahre später erfolgte die Berufung in den Dienst der Baptistengemeinde Stettin, wo Liebig neben seiner pastoralen Arbeit eine umfangreiche übergemeindliche Tätigkeit entfaltete.
Hermann Liebig gab von Stettin aus den Hülfsboten, eine homiletische Quartalszeitschrift, heraus und übersetzte zahlreiche Predigten des international bekannten Londoner Predigers Charles Haddon Spurgeon. Eigens zu diesem Zweck erlernte er als Autodidakt die englische Sprache, die er allerdings nur schriftlich beherrschte. Zu seinen eigenen schriftstellerischen Produkten gehören unter anderem lehrhafte und apologetische Schriften sowie eine Serie von Erzählungen, in denen jeweils eine Bitte des Vater Unsers in Prosaform behandelt wird. Da Herrmann Liebig auch als Redner bei größeren Konferenzen begehrt war, entwickelte sich eine umfangreiche Reisetätigkeit, die ihn weit über die Grenzen seines eigentlichen Wirkungsortes bekannt machte.
Ab 1882 an gehörte Liebig der Bundesverwaltung des deutschen Baptistenbundes an, zunächst in seiner Eigenschaft als Vorsitzender der Schulkommission, die die Leitung des 1880 gegründeten Predigerseminars Hamburg innehatte. Ab 1903 war Liebig auch Vorsitzender der Bundesverwaltung. Weitere übergemeindliche Tätigkeitsfelder Liebigs waren die Mitarbeit in der Gesangbuchkommission und in der baptistischen Außenmission. Zeitweilig führte er den Vorsitz der von Eduard Scheve ins Leben gerufenen Kamerunmission der deutschen Baptisten.

## Werke in Auswahl
- Der Hülfsbote. Quartalzeitschrift für Prediger des Evangeliums und Bibelforscher (hrsg. von Josef Lehmann und Hermann Liebig). Später erschien die Zeitschrift alle zwei Monate.[7]
- Beleuchtung und Abweisung der Lehre von der Wiedergeburt durch die Taufe, o. J.
- Jeremia, ein Priester und Prophet (gemeinsam mit Frederick Brotherton Meyer), 1902
- Bilder aus der Pilgerreise gezeichnet von C. H. Spurgeon: Ein Kommentar zu verschiedenen Stellen der unsterblichen Allegorie von John Bunyan. Mit einleitenden Bemerkungen von Thomas Spurgeon (von Hermann Liebig ins Deutsche übersetzt), Kassel 1906
- Margaretes Heim oder: Dein Wille geschehe!, 1910
- Rosa Konrad - oder: Wie wir vergeben, 1912
- Bilder und Gleichnisse. Eine Auswahl der besten Illustrationen aus C. H. Spurgeons Predigten (hrsg. von Hermann Liebig), Kassel 1903, 1928 (Neuauflage)